# بوماگ

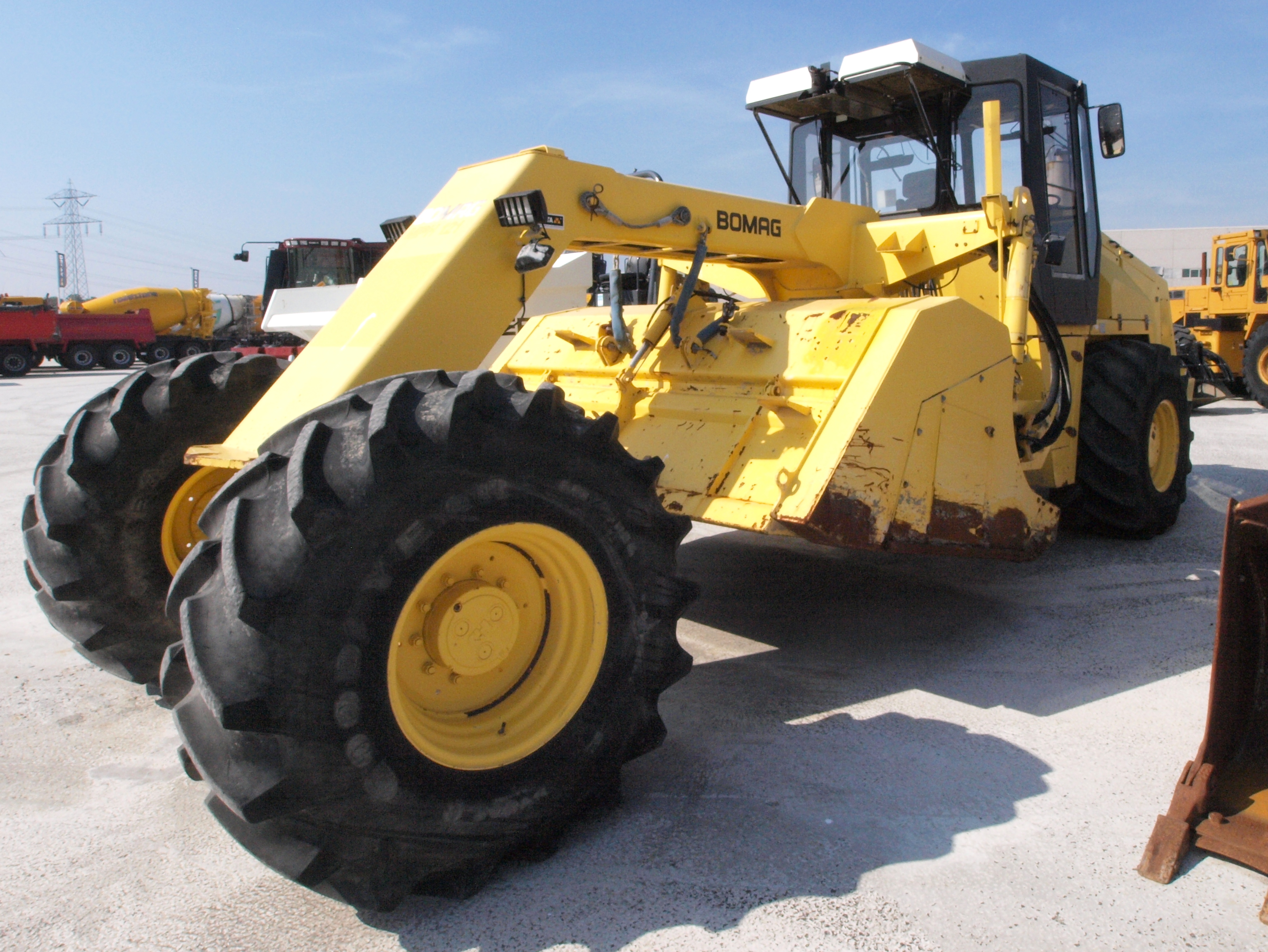
بوماگ MPH 121

 Bopparder Maschinenbau-Gesellschaft mbH، که با نام اختصاری BOMAG شناخته شده است، یک شرکت آلمانی و یک رهبر جهانی در زمینه فناوری تراکم و تولید تجهیزات تثبیت آسفالت، خاک و زباله، و همچنین تثبیت کننده‌ها و بازیافت است. در سال ۲۰۰۵ بوماگ توسط گروه فایات خریداری شد و پس از آن نیز دستگاه های غلتک آسفالت و پلنر سرد تحت نام بوماگ را به فروش می رساند. 